# Friedhofskapelle (Haselbach)

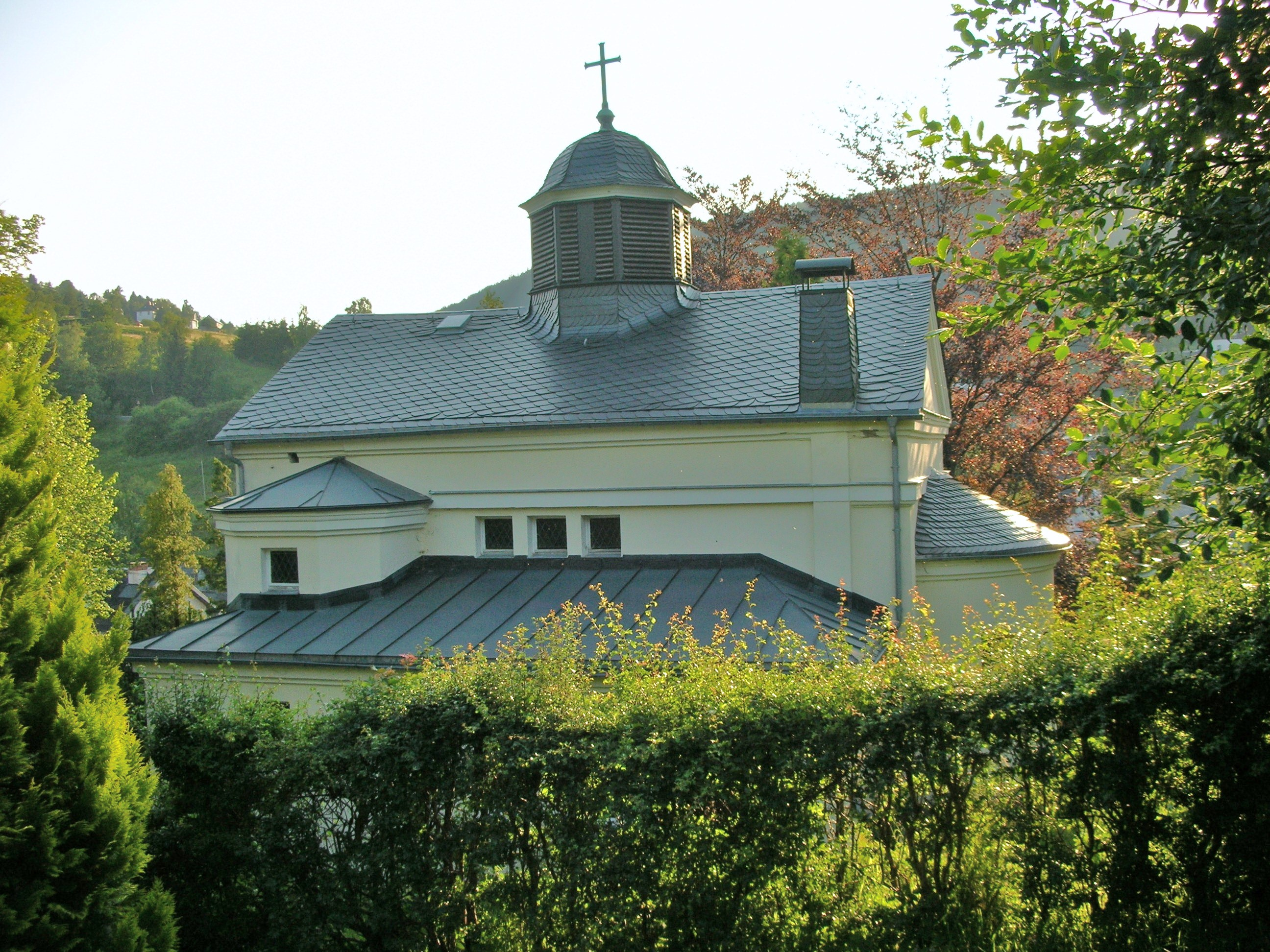
Friedhofskapelle in Haselbach

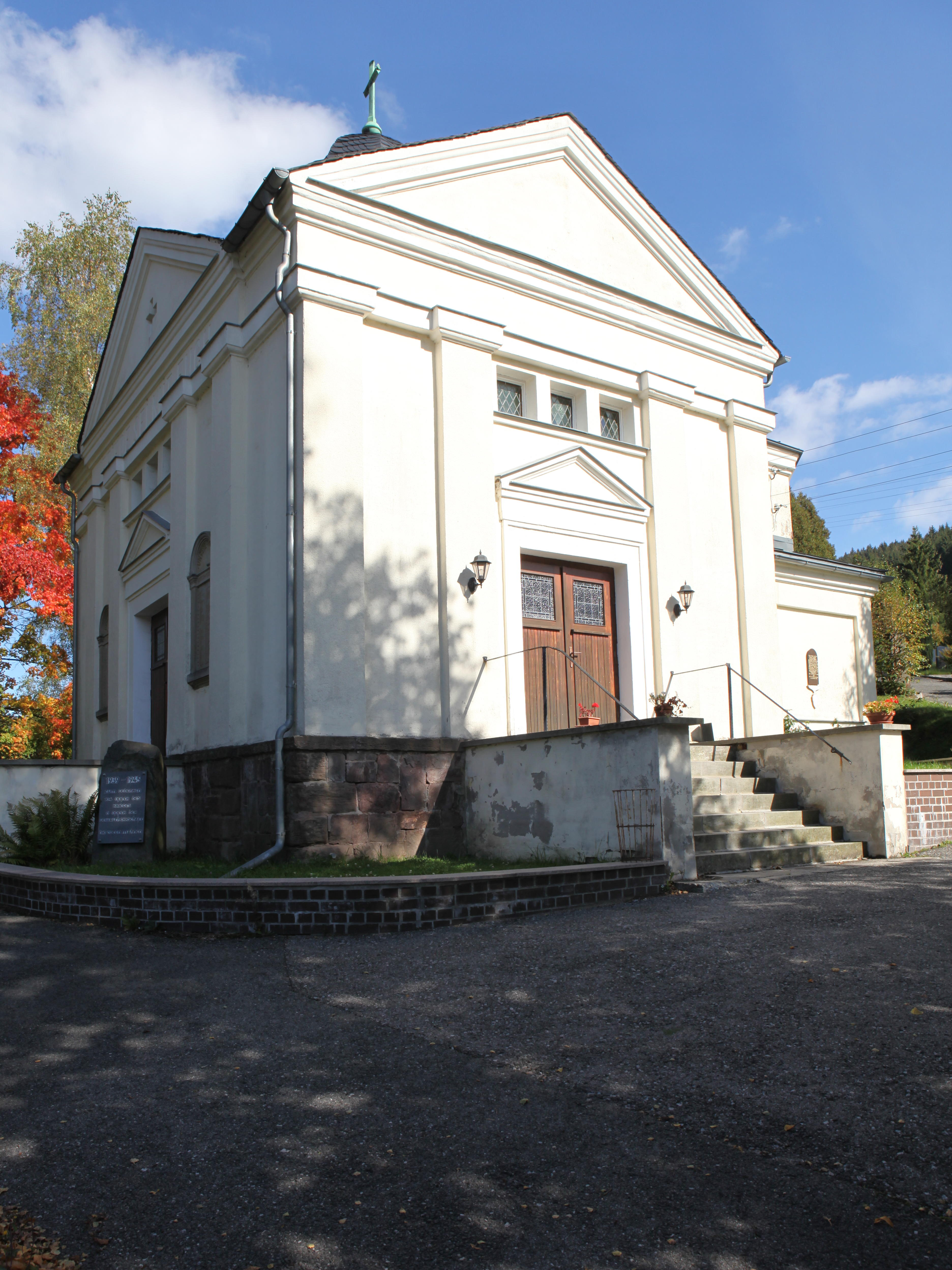
Eingangsportal

Die evangelische Friedhofskapelle in Haselbach, einem Ortsteil der Stadt Sonneberg in Südthüringen, wurde 1925 geweiht. Die Kapelle ist ein geschütztes Baudenkmal.

## Geschichte
Haselbach gehörte zum Steinacher Kirchensprengel. Im Jahr 1850 legte der Ort einen eigenen Friedhof an und ab 1866 wurden in dem neuen Schulhaus erstmals auch Betstunden abgehalten. Regelmäßige Gottesdienste folgten nach 1897.
Anfang des 20. Jahrhunderts gab es aufgrund der gestiegenen Bedeutung Haselbachs Bestrebungen nach einer eigenen Kirche, die schließlich 1924 in dem Beschluss der Kommune zum Bau einer Leichenhalle mit einer angeschlossenen Kapelle für Gottesdienste endeten. Die Thüringer Evangelische Kirche unterstützte die Kirchgemeinde mit einem Darlehen für den Innenausbau. Der Bauverwalter Friedrich Gläser aus Steinach entwarf das Bauwerk, das 1924/25 errichtet wurde. Am 26. Juli 1925 folgte die Weihe der Kapelle. Im Jahr 1934 wurde Haselbach selbstständige Kirchgemeinde, die 1997 mit der Kirchgemeinde Spechtsbrunn vereint wurde.
Mitte der 1970er Jahre erfolgte eine Innenrenovierung. Eine fehlende Instandsetzung von Dach und Außenwänden führte ab 1988 zu einer Schließung der Kapelle. 1992 konnte das Gotteshaus nach einer umfangreichen Instandsetzung durch die Kommune neu geweiht werden.

## Architektur
Die Friedhofskapelle entstand in neuklassizistischen Formen als Leichenhalle mit einem großen Andachtsraum, der auch für Gottesdienste nutzbar ist, mit einer Sakristei und einem Choraufgang. Anfangs waren die östliche gelegene Leichenhalle und der Andachtsraum getrennt. Später erfolgte deren Integration als Seitenflügel in den Andachtsraum.
Der Massivbau hat ein Satteldach mit einem mittigen, kreuzbekröntem Dachreiter. Die nördliche Giebelseite wird durch eine Apsis geprägt, die östliche Traufseite durch einen flachen Anbau, die Leichenhalle. Die beiden anderen Gebäudeseiten mit den Eingangsportalen gliedern Lisenen, Architrave und Dreiecksgiebel.
Eine zweifarbig gefasste Balkendecke überspannt den Andachtsraum, mit einem massiv überwölbtem Chor im Norden und einer eingeschossigen Empore auf der Südseite. Zur bauzeitlichen Ausstattung gehören das Gestühl und die Farbverglasung. Im Dachreiter hängen eine 1921 bei Franz Schilling Söhne in Apolda für Camburg und 1954 erworbene sowie eine 1925 bei Christian Störmer in Erfurt gegossene Bronzeglocke. Eine elektrische Läuteanlage wurde 1966 eingebaut.